# Curi II
Curi II (Kuri; m. 1341) foi maí (rei) do Império de Canem da dinastia sefaua e governou em 1340-1341. Era filho de Abedalá II (r. 1315–1335) e sucedeu Curi I (r. 1339–1340), seu irmão. A crise iniciada no reinado de Salmama II (r. 1335–1339) persiste e Curi foi morto em combate contra os saôs em 1341. Foi sucedido pelo irmão Maomé I (r. 1341–1342).